# 前澤牛

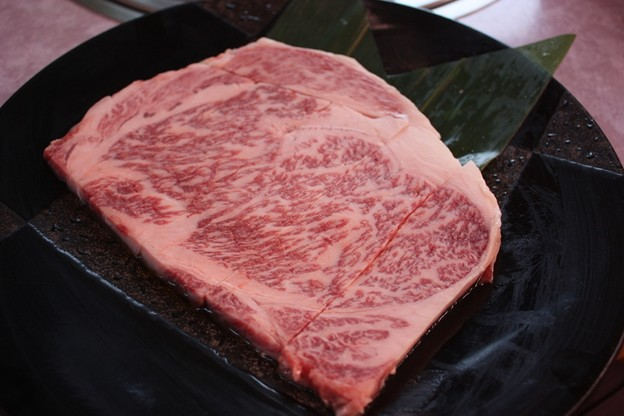
前澤牛牛肉

前澤牛（日語:まえさわぎゅう），為日本岩手縣奥州市前澤區所飼育的黒毛和種和牛，是被稱為「西之松阪，東之前澤」的黑毛和牛品種。
每年6月第一個週日，前澤區會舉行「前澤牛祭典」，可以便宜地品嚐到前澤牛肉，這一天會從縣內外聚集3萬多的遊客蒞臨，非常熱鬧。

## 関連項目
- 但馬牛
- 松阪牛
- 近江牛

## 外部連結
- 岩手前沢牛協会 （页面存档备份，存于）